# Ronny Viales Hurtado
Ronny Viales Hurtado es un historiador costarricense. Se le reconoce su labor en historia económica y ambiental, así como ser uno de los principales promotores de plataformas de investigación en Costa Rica y Centroamérica.
Viales Hurtado es catedrático de la Escuela de Historia e investigador del Centro de Investigaciones Históricas de América Central (CIHAC) de la Universidad de Costa Rica.
El Dr. Viales obtuvo su bachillerato en Historia en la Universidad de Costa Rica en el año 1988 (graduación de honor) y su maestría académica en Historia en la Universidad de Costa Rica, donde obtuvo en el año 1993 la mención honorífica y la graduación de honor.
Posteriormente obtuvo una beca de la Agencia Española de Cooperación Internacional adscrita al Ministerio de Asuntos Exteriores y de Cooperación de España y de la Universidad de Costa Rica , para cursar el doctorado en Historia Económica en el doctorado Interuniversitario en Historia de las Universidades de Barcelona y Autónoma de Barcelona en Bellaterra, donde obtuvo, por parte de la Universidad Autónoma de Barcelona, los siguientes títulos: el Diploma d'Estudis Superiors Especializats en Història Econòmica, Departament d'Economia i d'Història Econòmica, Universitat Autònoma de Barcelona (España) 1997; un máster en Historia Económica. Departament d'Economia i d'Història Econòmica, Universitat Autònoma de Barcelona (España) 1998. (Calificación Excelente) y su título de doctor en Historia. Universitat Autònoma de Barcelona (España) 2001. (Calificación Sobresaliente cum laude) (Reconocido y equiparado por la Universidad de Costa Rica, 18-10-2001) (Tesis: "Los liberales y la colonización de las áreas de frontera no cafetaleras: el caso de la región Atlántica (Caribe) costarricense entre 1870 y 1930").
Durante sus estudios se ha destacado por la excelencia académica que ha sido reconocida mediante la obtención de sus grados académicos con honores. El doctorado cursado por el Dr. Viales tiene reconocimiento europeo por su calidad y es uno de los doctorados europeos más importantes en historia económica.

## Experiencia académica en investigación y vinculación Internacional (redes)
El Dr. Viales es catedrático de la Escuela de Historia desde el año 2003. Ha sido profesor de la Universidad de Costa Rica desde 1989 en las áreas de Historia de la Cultura; Teoría y métodos de investigación social e histórica; Teoría de la historia económica y demográfica; Historia de Costa Rica y Centroamérica; Historia agraria de América Latina; Historia económica universal, de América Latina y de América Central; Historia comparada de Centroamérica y América Latina; Historia ecológica y ambiental; Historia y pobreza, para los niveles del bachillerato, licenciatura, maestría y doctorado.
Por su vocación interdisciplinaria, también ha sido profesor en la maestría y el doctorado en Historia de la Universidad de Costa Rica. Profesor en la maestría en Planificación Curricular de la Universidad de Costa Rica. Profesor en el doctorado en Gobierno y Políticas Públicas de la Universidad de Costa Rica. Asimismo ha sido profesor en la maestría en Historia Aplicada de la Universidad Nacional de Costa Rica; profesor ad honorem en la maestría internacional en Estudios Contemporáneos de América Latina. Universidad Complutense de Madrid.
También ha sido profesor-investigador en universidades de reconocido prestigio en el ámbito internacional: en la Escuela de Altos Estudios en Ciencias Sociales de París (École Pratique des Hautes Études) , Francia (2001 y 2007); en la Universidad de Burdeos IV, Francia (2001); en la Universidad de Toulouse, Francia (2001 y 2006); en la University of West Indies, Kingston, Jamaica ( Mona, 2002); en la Universidad de Santiago de Compostela, España (2004); en la Escuela de Estudios Hispanoamericanos de Sevilladel Consejo Superior de Investigaciones Científicas (CSIC) , España (2006); en el Instituto de Historia de Nicaragua y Centroamérica (UCA, Managua, 2002); en la Universidad Nacional de San Martín (San Martín, Argentina, 2003); en la Universidad de El Salvador  (2003); en FLACSO-Guatemala (2004 FLACSO es una organización intergubernamental regional autónoma para América Latina y el Caribe dedicada a la investigación, docencia y difusión de las ciencias sociales.); en la Universidad de Helsinki(2004); en la Universidad Autónoma del  Estado de México (2005, 2010); en la Universidad Complutensede Madrid, España (2005); en la Universidad de la República, Uruguay(2007); en el ITESO/Guadalajara (2008 Zona Metropolitana de Guadalajara); en la Universidad de Buenos Aires(2011).
En la Universidad de Costa Rica también se ha vinculado como profesor-investigador en las Sedes del Atlántico (Recinto de Guápiles) y del Pacífico de la Universidad de Costa Rica.
Esta vinculación le ha permito estar al día en términos de agendas y métodos de investigación, así como sobre las posibilidades de desarrollar trabajo interdisciplinario de nivel internacional. Uno de los últimos aportes en este sentido, es la edición conjunta del Número 135-136 de la Revista de Ciencias Sociales de la Universidad de Costa Rica (*) que se coordinó con el Instituto Gino Germani de la Universidad de Buenos Aires, Argentina ( Acerca de Gino Germani), cuyo tema central es el de las políticas sociolaborales y la desigualdad social en América Latina., número que se coordinó entre la Dra. Estela Grassi y el Dr. Ronny Viales.
Esta labor de internacionalización se ha consolidado mediante la participación del Dr. Viales en redes de investigación internacionales, entre las que destacan: la Red Alfa “AMELAT XXI” (noviembre de 2005  hasta agosto de 2008. Unión Europea/Comisión Europea Cooperación Académica Unión Europea/América Latina. Coordinador: Dr. Heriberto Cairo, Universidad Complutense de Madrid, España); la “Red Iberoamericana sobre el uso de conocimientos científicos y tecnológicos para el desarrollo y la cohesión social”, CYTED (Coordinadora Dra. Hebe Vessuri, Instituto Venezolano de Investigación Científica. Diciembre 2007 a 2011); el Proyecto de Docencia “AMELAT XXI. Creación de un Máster Bimodal Interuniversitario de Estudios Contemporáneos de América Latina”. Proyecto AECID n.º B/017706/08; 2009 a la fecha); la Red “Estudios Sociales de la Ciencia, la Tecnología y la Innovación”. (Programa de Mejoramiento del Profesorado con el Apoyo a la Integración de Redes Temáticas de Colaboración Académica. Secretaría de Educación Pública de México. Coordina: Dr. Antonio Arellano, Universidad Autónoma del Estado de México y participan la Universidad de Costa Rica y la Universidad Autónoma Metropolitana Azcapotzalco. Julio 2009 a la fecha) y la “Red de análisis sobre la dinámica de la ciencia y la sociedad” (CIEN-SOC) CYTED, Coordinador Dr. Pablo Kreimer, Centro de Ciencia, Tecnología y Sociedad. Universidad Maimónides, Argentina. 2012-2015. https://web.archive.org/web/20120616091052/http://ciencia-sociedad.org/  (Para mayores detalles ver el curriculum vitae)
Como puede notarse, estas redes trascienden los estudios históricos y se enmarcan en los enfoques de las Ciencias Sociales en general y de los Estudios Sociales de la Ciencia y la Tecnología (CTS).
La labor de difusión científica del Dr. Viales le ha permitido ser miembro de los comités editoriales y asesores de varias revistas nacionales e internacionales, así como editor y director de algunas revistas. Ha sido: miembro del Consejo Editorial de los Cuadernos de Historia Aplicada. Maestría en Historia Aplicada/Escuela de Historia. Universidad Nacional de Costa Rica. Costa Rica. 1999-2000: del Consejo Editorial de Panorama Rural. Publicación de la maestría en Historia Aplicada. Escuela de Historia. Universidad Nacional de Costa Rica. 1999-2000; director de los Cuadernos Digitales. (ISSN: 1409-4681) https://web.archive.org/web/20040605055133/http://ns.fcs.ucr.ac.cr/~historia/cuadernos.htm Publicación Electrónica de Historia, Archivo y Estudios Sociales. Escuela de Historia. Universidad de Costa Rica. 2001-2005; Miembro del Consejo Editorial de la Revista Diálogos. (ISSN: 1409-469X) https://web.archive.org/web/20060127011659/http://historia.fcs.ucr.ac.cr/  Publicación Digital de la Escuela de Historia de la Universidad de Costa Rica. 2001 a la fecha; miembro del Consejo Editorial de la Revista Reflexiones, Universidad de Costa Rica. 2002-2004; miembro del Consejo Editorial de la Revista de Historia. Universidad Nacional/Universidad de Costa Rica. 2003 a la fecha; miembro del Consejo Editorial de la Revista Istmo. (https://web.archive.org/web/20081120221658/http://www.denison.edu/istmo/ ) 2003 a la fecha; miembro del Consejo Editorial de la Revista de Ciencias Sociales, Universidad de Costa Rica. 2006 a la fecha; miembro del Consejo Asesor de la revista Anuario de Estudios Americanos, Escuela de Estudios Hispanoamericanos/Consejo Superior de Investigaciones Científicas, Sevilla, España. 2009 a la fecha; editor de la Revista de Historia. Universidad Nacional/Universidad de Costa Rica. Octubre 2006 a junio de 2009; miembro del Consejo Editorial de la Revista de Ciencias Sociales. Universidad de Costa Rica. 2008 a la fecha; miembro del Comité Editorial de la Revista Memorias. Universidad del Norte, Barranquilla, Colombia. Noviembre de 2010 a la fecha. Y actualmente forma parte del Consejo de Redacción de una nueva revista: Agua y Territorio, de la Universidad de Jaén, España. (http://revistaselectronicas.ujaen.es/index.php/atma/about/editorialTeam)

## Premios
- Premio Nacional de Historia (1998) por su obra Después del enclave. Un estudio de la región atlántica costarricense. 1927-1950, San José: Editorial de la Universidad de Costa Rica, 1998. (ISBN 9977-67-451-5) (Premio Nacional Aquileo J. Echeverría en la rama de Historia, 1998)
- Premio Cleto González Víquez de la Academia de Geografía e Historia (2003) por  su obra El Colegio de Farmacéuticos y la institucionalización de la Farmacia en Costa Rica. 1902-2002, San José.
- Premio Investigador (a) del Área Ciencias Sociales de la Universidad de Costa Rica (2012) por su obra labor como investigador destacado

## Áreas de investigación
La investigación del Dr. Viales ha sido relevante en las siguientes áreas de investigación: la historia de Costa Rica y Centroamérica; la historia económica de América Latina; la historia agraria y rural de Costa Rica; la historia ambiental de América Latina y Costa Rica y los Estudios Sociales de la Ciencia y la Tecnología; asimismo ha incursionado en la investigación interdisciplinaria sobre las políticas públicas en América Latina y Costa Rica.
Como puede notarse en su producción, en algunos de estos campos de investigación ha sido pionero, como en el reciente caso del desarrollo de la historia de la pobreza y la desigualdad en Centroamérica y de la historia regional de Costa Rica. También ha fomentado la historia social de las ciencias médicas y de la salud pública y la historia de la niñez y de la infancia en Costa Rica.
Su vocación interdisciplinaria le ha permitido vincularse con investigadores de otras áreas, de las Ciencias Sociales y de las Ciencias Básicas y en la actualidad ha incursionado en el estudio de la etnografía de laboratorios y de la relación entre la Ciencia y la Cohesión Social. Algunos de las publicaciones en prensa del Dr. Viales se ubican en el campo de estas temáticas.
El Dr. Viales también ha publicado textos que se utilizan para la enseñanza de la Historia en la educación secundaria y en la educación universitaria.

### Libros y artículos académicos
Libros:
- Coautor del libro Estudios Sociales 6: Actividades, San José: Serie Hacia el Siglo XXI/Ministerio de Educación Pública/EUCR, 1996.
- Coautor del libro Estudios Sociales 6: Guía Didáctica, San José: Serie Hacia el Siglo XXI/Ministerio de Educación Pública/EUCR, 1996.
- Coautor del libro Estudios Sociales 6: Texto, San José: Serie Hacia el Siglo XXI/Ministerio de Educación Pública/EUCR, 1996.
- Autor del libro Después del enclave. Un estudio de la región atlántica costarricense. 1927-1950, San José: Editorial de la Universidad de Costa Rica, 1998. (ISBN 9977-67-451-5) (Premio Nacional Aquileo J. Echeverría en la rama de Historia, 1998)
- Autor del libro El Colegio de Farmacéuticos y la institucionalización de la Farmacia en Costa Rica. 1902-2002, San José: R. Viales/Colegio de Farmacéuticos de Costa Rica, 2003. (ISBN 9977-12-717-4) (Premio Cleto González Víquez, 2003) https://web.archive.org/web/20070517095932/http://www.prensalibre.co.cr/2005/setiembre/14/nacionales01.php
- Editor del libro Pobreza e historia en Costa Rica. Determinantes estructurales y representaciones sociales del siglo XVII a 1950, San José: EUCR, CIHAC, Posgrado Centroamericano en Historia, 2005. (ISBN 9977-67-989-4)
- Coeditor del libro Teoría y métodos de los estudios regionales y locales, San José: SIEDIN/UCR, 2008. (ISBN 978-9977-15-170-0)
-Coeditor del libro Concepciones y representaciones de la Naturaleza y la Ciencia en América Latina, San José: SIEDIN/Vicerrectoría de Investigación/Cátedra Humboldt/UCR, 2009. (ISBN 978-9977-15-195-3)
-Díaz, David; Viales, Ronny y Marín, Juan José. Historia de la Cultura, San José: UNED, 2010

### Libros en prensa
Viales, Ronny y Montero, Andrea. La construcción sociohistórica de la calidad del café y del banano en Costa Rica. 1890-1950.

### Artículos
- “¿Una nueva historia de América Latina en la década de 1930?”. En: Revista de Historia (UNA/UCR), No. 21-22, ene.-dic. 1990, pp. 341-357
- “Los determinantes del discurso de Cristóbal Colón. El Diario de Navegación”. En: Herencia (UCR), Vol. 3, No. 1 y 2, 1991, pp. 77-81
- “La Historia y el Presente. A propósito de ‘La historia y el fin de los mitos en las Ciencias Sociales’ de Víctor Hugo Acuña”. En: Reflexiones (UCR), No. 8, marzo de 1993, pp. 37-43. https://web.archive.org/web/20070625035845/http://reflexiones.fcs.ucr.ac.cr/documentos/8/la_historia2.pdf
- “Gagini y el surgimiento del nacionalismo costarricense. Aportes para un debate”. En: Comunicación (ITCR), vol. 7, No. 1, Año 15, mayo de 1993, pp. 42-49. http://www.tec.cr/sitios/Docencia/ciencias_lenguaje/revista_comunicacion/Volumen%207N%BA1%201993/pdf’s/rviales.pdf
- “La integración latinoamericana: hacia el rescate del ‘hombre natural’”. En: Káñina (UCR), Vol. XVII, No. 1, 1993, pp. 71-76.
- “Una aproximación a la cultura popular de Turrialba: la práctica social de los juegos tradicionales”. Coautor Bernardo Bolaños. En: Herencia (UCR), Vol. 5, No. 2, 1993, pp. 11-20
- “La región Atlántica costarricense. De la bonanza a la crisis”. En: Samper, Mario (Compilador) Fuentes numérico nominales e investigación histórica, San José: Serie Trabajos de Metodología No. 4/CIHAC,  1995, pp. 87-93
- “El Museo Nacional de Costa Rica y los orígenes del discurso nacional costarricense. (1887-1900)”. En: Vínculos (MNCR) Vol 21, No. 1 y 2, 1995, pp. 99-123
- “Entrevista al Dr. Ramón Garrabou S.”. Coautor Carlos Hernández. En: Revista de Historia, No.36, julio-diciembre de 1997, pp. 147-163
- “Entrevista al Dr. Josep Fontana L.”. Coautor Carlos Hernández. En: Revista de Historia, No. 38, julio-diciembre de 1998, pp. 179-192
- “Mitos, corrientes y reflexiones. El oficio del historiador en la Costa Rica del siglo XXI”. En: Reflexiones (UCR), No. 78, Segunda Época, Número especial 1999, pp. 49-57. https://web.archive.org/web/20091014193928/http://www.reflexiones.fcs.ucr.ac.cr/documentos/78/mitos.pdf
- “Desarrollo rural y pobreza en Centroamérica en la década de 1990. Las políticas y algunos límites del modelo ‘neoliberal’”. En: Anuario de Estudios Centroamericanos, Vol. 25, No. 2, 1999, pp. 139-157. http://www.redalyc.org/articulo.oa?id=15225206
- “El cambio técnico agrario desde la perspectiva de la historia económica. Modelos explicativos y elementos para la formulación de un modelo histórico de análisis”. En: Cuadernos de Historia Aplicada, N.º 1, Maestría en Historia Aplicada, Escuela de Historia. Universidad Nacional. 2000. 23 pp.
-”Las migraciones internacionales: reflexiones teóricas y algunas perspectivas de análisis desde la historia”. En: Cuadernos Digitales (ISSN: 1409-4681 1409-4681 ) No. 1 Escuela de Historia, Universidad de Costa Rica, agosto de 2000. https://web.archive.org/web/20100325161025/http://historia.fcs.ucr.ac.cr/cuadernos/c1-his.htm
- “Librecambio, universalismo e identidad nacional: la participación de Costa Rica en las exposiciones internacionales de fines del siglo XIX”. En: Enríquez, Francisco e Iván Molina (Comps.) Fin de siglo XIX e identidad nacional en México y Centroamérica, Alajuela: MHCJS, 2000, pp. 357-387
- “Poblar, comunicar y buscar capitales: tres fundamentos de la política agraria liberal en Costa Rica entre 1870-1930″. En: Revista Agronomía Costarricense, Vol. 24, No. 1, enero-junio de 2000, pp. 99-111. http://www.redalyc.org/articulo.oa?id=43624112
- “El fomento de la agricultura y el cambio técnico: dos ejes centrales en la política agraria liberal en Costa Rica entre 1870 y 1930″. En: Revista Agronomía Costarricense, Vol. 24, No. 2, julio-diciembre de 2000, pp. 89-102. http://www.redalyc.org/articulo.oa?id=43624209
- “La economía mundial y su historia. A propósito del libro de Angus Maddison La economía mundial 1820-1992. Análisis y estadísticas, París: Perspectivas OCDE, 1997. (Ed. orig. inglés y francés 1995)”. En: Vetas (México) Año II, No. 5, mayo-agosto de 2000, pp. 238-246
- “La crisis de 1929 en América Latina: del viejo paradigma al nuevo paradigma explicativo. Alcances y limitaciones”. En: Revista de Historia de América (Instituto Panamericano de Geografía e Historia) , N.º 126, enero-junio de 2000, pp. 85-111
- “El arte de imprimir. Los oficios tipográficos en la ciudad de San José, 1830-1960″. En: Revista de Historia, No. 42, julio-dic. 2000, pp. 135-187. Coautores: Mario Samper K., José Manuel Cerdas A., Javier Agüero y Rafael Cordero.  
- “Las bases de la política agraria liberal en Costa Rica. 1870-1930. Una invitación para el estudio comparativo de las políticas agrarias en América Latina”. En: Diálogos. (ISSN: 1409-469X) Vol. 2, No. 4, julio-octubre de 2001. Escuela de Historia, Universidad de Costa Rica. http://www.redalyc.org/articulo.oa?id=43920401
- “Elementos para la reconceptualización del enclave bananero en Costa Rica: rescatando el peso de los factores internos en la historia económica de América Latina”. En: Instituto Panamericano de Geografía e Historia. Memorias del IV Simposio Panamericano de Historia, México: El Instituto, 2001, pp. 473-483
- “La(s) lógica(s) de la descripción y de la explicación histórica: algunas reflexiones”. En: Reflexiones (UCR), No. 80, Vol. 2, Segunda Época, 2001, pp. 77-89. https://web.archive.org/web/20070625034101/http://reflexiones.fcs.ucr.ac.cr/documentos/80_2/la_logica.pdf
- “La coyuntura bananera, los productos ‘complementarios’ y la dinámica productiva empresarial para la exportación de la United Fruit Company en el Caribe costarricense. 1883-1934”. En: Revista de Historia, No. 44 (II), 2001, pp. 69-119
- “La colonización agrícola de la región Atlántica (Caribe) costarricense entre 1870 y 1930. El peso de la política agraria liberal y de las diversas formas de apropiación territorial”. En: Anuario de Estudios Centroamericanos, Vol. 27, No. 2, 2001, pp. 57-100. http://www.redalyc.org/articulo.oa?id=15227204
- “Ruralidad y pobreza en Centroamérica en la década de 1990. El contexto de la globalización y de las políticas agrarias neoliberales’”. En: Enríquez, Francisco e Iván Molina (Comps.) Culturas populares y políticas públicas en México y Centroamérica (Siglos XIX y XX), Alajuela, Costa Rica: Museo Histórico Cultural Juan Santamaría, 2002, pp. 157-186.

- “Una propuesta de reconceptualización del ‘enclave’ bananero desde la perspectiva de la historia económica. El caso de la región Atlántica (Caribe) costarricense entre 1870 y 1930”. En: Istmo . Revista virtual de estudios literarios y culturales centroamericanos (ISSN: 1535-2315) No. 5, enero-junio de 2003. https://web.archive.org/web/20090704121748/http://collaborations.denison.edu/istmo/n05/articulos/propuesta.html
```
- “Population Movements, Productive Structure and Labour Markets in the Costa Rican Banana Industry: The Impacto of Afro-Caribbean Migrations (1870-1930)”. En: Latin American-Caribbean Centre, University of West Indies, MONA, Kingston, Jamaica. Proceedings of The Seminar The Socio-Economic And Cultural Impact Of West Indian Migration To Costa Rica (1870-1940), Kingston: LACC/UWI, 2003, pp. 58-83.
```

- “La historia económica costarricense: principales tendencias y resultados en la transición entre dos siglos, 1992-2002. Bases para un
relanzamiento”. En: Molina, Iván, Francisco Enríquez y José Manuel Cerdas (Edits.) Entre dos siglos: la investigación histórica costarricense. 1992-2002, Alajuela: Museo Histórico Cultural Juan Santamaría, 2003, pp. 89-132.
- “El agro centroamericano contemporáneo: determinantes históricos, situación actual y modelos interpretativos. Bases para el relanzamiento de la historia agraria comparada en la región”. En: Re-vista (Instituto de Estudios Históricos, Antropológicos y Arqueológicos de la Universidad de El Salvador), Año I, No. 2, noviembre de 2003-febrero de 2004, pp. 45-75.
- “La especialización productiva agropecuaria regional en Costa Rica. 1870-1950. Una propuesta de análisis a partir del caso de la región
Atlántica”. En: Revista de Historia, No. 47, enero-junio de 2003, pp. 11-41.
```
- “El Programa de Posgrado en Historia de la Universidad de Costa Rica: balance de situación y perspectivas de cooperación con Alemania”. En: Congreso de Exbecarios (2003: Panajachel, Guatemala). Memoria: La cooperación académica entre Centroamérica y Alemania, San José: DAAD/Multi Impresos Costarricenses LTDA., 2004, pp. 187-195.
```

- “La reconceptualización del ‘enclave’ bananero desde la perspectiva de la historia económica. Una propuesta a partir del caso de la región Atlántica (Caribe) costarricense entre 1870 y 1950”. En: Pakkasvirta, Jussi y Kent Wilska (Eds). El Caribe Centroamericano, Helsinki: Hakapaino/Instituto Renvall, 2005, pp. 32-71.
```
- “El régimen liberal de bienestar y la institucionalización de la pobreza en Costa Rica. 1870-1930”. En: Viales, Ronny (Editor) Pobreza e historia en Costa Rica. Determinantes estructurales y representaciones sociales del siglo XVII a 1950, San José: EUCR, CIHAC, Posgrado Centroamericano en Historia, 2005, pp. 71-100.
```

- “Pobreza e historia en América Central: condiciones estructurales y representaciones sociales. Una visión desde Costa Rica”. En:
Iberoamericana (Instituto Ibero-Americano, Berlín, Alemania) Vol. 19, 2005, pp. 87-103.
- “Los museos costarricenses del siglo XXI: determinantes y retos en la era de la globalización”. En: CIICLA, Museos del Dos mil. Constructores de nuevos horizontes, San José: EUCR/Colección Identidad Cultural Latinoamericana, 2005, pp. 7-16.
- “La ‘gran marcha por la dignidad nacional y la institucionalidad democrática. (Costa Rica, 12 de octubre de 2004): Crónica de una marcha contra la corrupción”. En: Cahiers des Amériques Latines (IHEAL/Université de la Sorbonne nouvelle-Paris III) N.º 46, 02/2004,
pp. 7-12. http://www.iheal.univ-paris3.fr/IMG/CAL/cal46-cronique.pdf (enlace roto disponible en Internet Archive; véase el historial, la primera versión y la última).
- Viales, Ronny y Patricia Clare. “El Estado, lo transnacional y la construcción de comunidades científicas en la Costa Rica liberal
(1870-1930). La construcción de un ‘régimen de cientificidad’”. En: Diálogos (ISSN: 1409-469X) Vol. 7, No. 2, septiembre de 2006-febrero de 2007, pp. 145-168. Escuela de Historia, Universidad de Costa Rica. https://web.archive.org/web/20120609113348/http://www.historia.fcs.ucr.ac.cr/articulos/2006/vol2/6-rviales_clare.pdf
- “Más allá del enclave en Centroamérica: aportes para una revisión conceptual a partir del caso de la región Caribe costarricense
(1870-1950)”. En: Iberoamericana (Instituto Ibero-Americano, Berlín, Alemania) Vol. 23, 2006, pp. 97-111. http://www.iai.spk-berlin.de/fileadmin/dokumentenbibliothek/Iberoamericana/2006/Nr_23/23_Viales_Hurtado.pdf
- “¿Historia: ciencia, disciplina social o práctica literaria? Una visión neoestructuralista en un contexto de relativización del conocimiento”. En: Malavassi, Ana Paulina (Comp.) Historia: ¿ciencia, disciplina social o práctica literaria?. Serie “Cuadernos de teoría y metodología de la Historia”, No. 1, San José: Editorial Universidad de Costa Rica, 2006, pp. 43-54.
```
- “La sociología latinoamericana y su influencia sobre la historiografía (siglo XIX a 1980)”. En: De Rezende Martins, Estevão y Héctor Pérez Brignoli (Dirs.) Historia General de América Latina, Vol. IX, París : UNESCO/Editorial Trotta, 2006, pp. 129-174.
```

- Viales, Ronny y Jorge Juárez. “Gobernabilidad democrática en América Central: una propuesta de análisis path dependence de carácter neo
institucional a partir de la crítica de los planteamientos de J. Mahoney. El caso de El Salvador entre 1930 y 1960”. En: Diálogos (ISSN:
1409-469X) Vol. 8, No. 1, febrero de 2007-septiembre de 2007, pp. 26-43. Escuela de Historia, Universidad de Costa Rica. https://web.archive.org/web/20120609112433/http://www.historia.fcs.ucr.ac.cr/articulos/2007/vol1/3_Gobernabilidaddemocratica_AC.pdf

- “La profesión farmacéutica en la Costa Rica liberal. Entre el apoyo estatal, el mercado y la clausura corporativista, 1854-1907”. En:
Anuario IHES (Universidad Nacional del Centro de la Provincia de Buenos Aires, Argentina), No. 21, 2006, pp. 421-440. 
- “La historia del consumo. Una propuesta de enfoque para el caso de América Central entre 1850 y 1950”. En: Marín, Juan José y Patricia
Vega (Comps.) Tendencias del consumo en Mesoamérica, San José: EUCR/Programa de Posgrado en Comunicación/Programa de Posgrado Centroamericano en Historia, 2008, pp. 23-36.
-“Historia de la pobreza, de los regímenes de bienestar y del Estado del bienestar en Occidente: aportes para la construcción de un modelo conceptual de análisis”. En: Revista de Historia de América, No. 138, enero-diciembre de 2007, pp. 107-157.
-“La evolución histórica de la moneda y de los sistemas monetarios. Bases conceptuales para estudiar la historia monetaria de Costa Rica
del siglo XVI a la década de 1930”. En: Diálogos (ISSN: 1409-469X) Vol. 9, No. 2, agosto de 2008-febrero de 2009, pp. 266-291. Escuela de Historia, Universidad de Costa Rica. https://web.archive.org/web/20110601114554/http://historia.fcs.ucr.ac.cr/articulos/2008/vol2/10rvialesmoneda.pdf
-“Construcción, trayectoria y límites del régimen liberal de bienestar en Costa Rica. 1870-1940”. En: Diálogos (ISSN: 1409-469X) Número
Especial 2008, dedicado al IX Congreso Centroamericano de Historia, pp. 1407-1438. Escuela de Historia, Universidad de Costa Rica. http://historia.fcs.ucr.ac.cr/articulos/2008/especial2008/articulos/05-Economia/60.pdf (enlace roto disponible en Internet Archive; véase el historial, la primera versión y la última).
-“La historia socioeconómica regional de Costa Rica. Una aproximación a la especialización productiva agropecuaria regional en Guanacaste. 1900-1950”. En: Chen, Susan; Malavassi, Ana Paulina y Viales, Ronny (Eds.) Teoría y métodos de los estudios regionales y locales, San José: SIEDIN/UCR, 2008, pp. 25-44.
-Viales, Ronny y Juan José Marín. “Los estudios transareales (Transarea Studies) como una nueva dimensión de la historia comparada”. En: Cairo, Heriberto y Jussi Pakkasvirta (Comps.) Estudiar América Latina: Retos y Perspectivas, San José, Costa Rica: Alma Máter, 2009, pp. 157-175
```
-Viales, Ronny y Emmanuel Barrantes. “Mercado laboral y mecanismos de control de mano de obra en la caficultura centroamericana. Guatemala y Costa Rica en el período 1850-1930”. En: Revista de Historia, N.º 55-56, enero-diciembre de 2007, pp. 15-36. 
http://www.latindex.ucr.ac.cr/hst004/hst004-02.pdf
 
(
enlace roto
 disponible en 
Internet Archive
; véase el 
historial
, la 
primera versión
 y la 
última
).
```

-Viales, Ronny y Clare, Patricia. “El Estado, lo transnacional y la construcción de comunidades científicas en la Costa Rica liberal (1870-1930). La construcción de un ‘régimen de cientificidad’”. En: Viales, Ronny; Amador, Jorge y Solano, Flora (Edits.) Concepciones y representaciones de la Naturaleza y la Ciencia en América Latina, San José: SIEDIN/Vicerrectoría de Investigación/Cátedra Humboldt/UCR, 2009, pp. 97-109.
-Díaz, David; Marín, Juan José y Viales, Ronny. “Clío y Minerva. Reflexiones sobre la trayectoria de la Escuela de Historia en la Facultad de Ciencias Sociales de la Universidad de Costa Rica, 1974, 2009. En: Reflexiones, No. 89, Vol. 1 (2010), pp. 191-204. http://www.reflexiones.fcs.ucr.ac.cr/documentos/89_1/clioMinervaReflexionesTrayectoriaEscuelaHistoria_FCS_UCR_1974_2009.pdf (enlace roto disponible en Internet Archive; véase el historial, la primera versión y la última).

### Reseñas críticas de libros
- “Un comentario en calidad de hijo, novio y esposo. A propósito del libro Hijas, novias y esposas. Familia, matrimonio y violencia doméstica en el Valle Central de Costa Rica (1750-1850) de Eugenia Rodríguez”. En: Revista de Historia, No. 42, julio-dic. 2000, pp. 279-287
- “Una nueva lectura de la caficultura latinoamericana. A propósito del libro compilado por Mario Samper, William Roseberry y Lowell Gudmunson Café, sociedad y relaciones de poder en América Latina, Heredia, Costa Rica: EUNA, 2001 (Edic. orig. inglés 1995)”. En: Vetas (México), Año IV, No. 10, enero-abril de 2002, pp. 198-208
- “Iván Molina Jiménez. Una imprenta de provincia. El taller de los Sibaja en Alajuela, Costa Rica, 1867-1969, Alajuela: MHCJS, 2002”. En: Revista de Historia, No. 46, julio-dic. 2002, pp. 321-326.
- Comentario del libro de Lara Putnam Werner “The Company They Kept. Migrants and the Politics of Gender in Caribbean Costa Rica, 1870-1960”. United States of America: The University of North Carolina Press, 2002. ISBN 0-8078-2732-0 (cloth: alk. paper); ISBN 0-8078-5406-9 (pbk.: alk. paper). xii pp., 303 pp.$ 49,95 (tela); $ 19.95 (papel). 22 ilustraciones; 10 cuadros; 5 figuras; apéndices, notas, bibliografía, índice. En: Mesoamérica, No. 47, enero-diciembre de 2005, pp. 163-168.
- Comentario del libro de Arturo Taracena y colaboradores: “Etnicidad, Estado y Nación en Guatemala, 1808-1944”, Vol. 1, Guatemala: CIRMA/NAWAL WUJ, 2002, 458pp. En: Revista de Historia, No. 48, julio-dic. 2003, pp. 441-450.
- Comentario del libro de Diego Chow: “Los chinos en Hispanoamérica. Cuadernos de Ciencias Sociales No. 124, San José: FLACSO Sede Costa Rica, 2002”. En: Revista de Historia de América, No. 134, enero-junio de 2004, pp. 219-226.
-Comentrario del libro La fiesta de la Independencia en Costa Rica. 1821-1921, San José: EUCR, 2007. Viales, Ronny. “La fiesta de la Independencia en Costa Rica, 1821-1921, de David Díaz Arias”. En: Revista de Historia, No. 55-56, enero-diciembre de 2007, pp. 205-211.

### Colaboración en artículos
- “Tradiciones ocupacionales y discontinuidades laborales en familias costarricenses durante los siglos XIX y XX: interrogantes, hipótesis y reflexiones generales en torno a su historia comparada”. En: Anuario de Estudios Centroamericanos, Vol. 25, No. 1, 1999, pp. 33-60. Autores: Mario Samper, José Manuel Cerdas y colaboradores. http://www.redalyc.org/articulo.oa?id=15225102